# Almeida (ort i Colombia, Boyacá, lat 4,97, long -73,38)
Almeida är en ort i Colombia.   Den ligger i departementet Boyacá, i den centrala delen av landet, 90 km nordost om huvudstaden Bogotá. Almeida ligger 1 930 meter över havet och antalet invånare är 754.
Terrängen runt Almeida är bergig åt sydost, men åt nordväst är den kuperad. Runt Almeida är det ganska glesbefolkat, med 27 invånare per kvadratkilometer. Närmaste större samhälle är Guateque, 11,0 km väster om Almeida. Omgivningarna runt Almeida är en mosaik av jordbruksmark och naturlig växtlighet.